# Anne Kakela
Anne Summertime Kakela (* 22. Juni 1970 in Steamboat Springs, Colorado) ist eine ehemalige US-amerikanische Ruderin.
Bei den Weltmeisterschaften 1993 trat Anne Kakela zusammen mit Amy Fuller, Melissa Iverson, und Katherine Scanlon Lewis im Vierer ohne Steuerfrau an und gewann mit knapp sieben Zehntelsekunden Rückstand Silber hinter dem chinesischen Vierer. Die vier Ruderinnen gehörten auch zum amerikanischen Achter, der anderthalb Sekunden hinter dem rumänischen Boot ebenfalls Silber gewann. Im Jahr darauf erkämpften Catriona Fallon, Amy Fuller, Anne Kakela und Monica Tranel-Michini hinter dem niederländischen Vierer Silber bei den Weltmeisterschaften in Indianapolis, im Achter siegten die deutschen Ruderinnen vor den Amerikanerinnen. Bei den Weltmeisterschaften 1995 in Tampere trat Anne Kakela nur mit dem amerikanischen Achter an und gewann ihren einzigen Weltmeister-Titel. Im Jahr darauf bei den Olympischen Spielen in Atlanta belegte Anne Kakela mit dem US-Achter den vierten Platz. 